# 攸县站
攸县站，位于中华人民共和国湖南省株洲市攸县联星街道，是醴茶铁路上的火车站，建于1973年，由广州局集团株洲车站管辖。车站目前每日有2对慢车停靠，货运办理整车普通货物到发业务。

## 历史
车站及所属的原湘东铁路设计与1970年2月，当年10月动工，至1972年5月大致完工，并于1973年4月1日通车，当时车站为四等站:491。
1973年7月26日建成湘东化机厂专用线，长6.65千米；1982年4月和5月又分别建成长491米的石油公司专线和长930米的肉类联合加工厂专线，以方便攸县生产的大型化工设备、原煤、铁矿石、竹木、大米及其他物资的原材料供应及成品外运:491。
2007年5月10日划归南昌铁路局宜春车务段管理，2009年8月又升为三等站。由于公路的发展以及当地工业的衰落，车站接轨的石油专用线和肉联厂专用线至2010年左右亦被公路代替，而化机厂专用线则因生产转型而被闲置:491。
2015年七月，长沙—茶岭2367/8次列车改走吉衡铁路后，车站随醴茶铁路停办客运业务，但仍保留售票功能。由于吉衡铁路上的攸县南站距离县城超过20公里，攸县当地市民利用此站出行并不便利，攸县当地人大代表的刘运生于2016年开始向当地政府和有关铁路部门争取醴茶铁路复办客运。2019年3月，湖南省和株洲市政府正式向国铁集团递交申请恢复醴茶铁路客运运营文件，并得到批复。2019年11月30日，车站及醴茶铁路全线划回广州局集团管理；随后铁路部门对车站对站内设备进行改造，并新建信号楼一座。
2020年6月30日车站恢复客运业务，每日停靠往来长沙和炎陵的两对慢车。

## 车站结构
攸县站站房建于1970年，并曾于2019年进行过改造工程。站舍面积1620平方米，其中售票厅内除售票窗口外，还设有自助售票机；候车室面积435平方米，可同时容纳400人:243；行包房面积110平方米:491。
车站站场设有3条到发线和1条货物线，设有1座长413米的旅客站台:243。车站货场面积1995平方米，设有面积536平方米的货仓和368平方米的货棚:491。此外站场还设有通往衡阳工务段攸县车间的专用线。

## 車站周邊
- 攸县规划局
- 攸县卫生局
- 攸县民政局
- 攸县国家税务稽查局
- 攸县规划展览馆
- 攸县房产管理局